# 1985 – 1991 And Bleed That River Dry
Albums de Passion Fodder
What Fresh Hell Is This?
(1991)
1985 – 1991 And Bleed That River Dry est un album de florilèges retraçant l'ensemble de la carrière discographique du groupe de rock alternatif franco-américain Passion Fodder. Il est publié en 1998 sur le label Barclay Records soit sept ans après la fin du groupe mené par Theo Hakola. La pochette du disque est l'œuvre du peintre Ricardo Mosner.

## Liste des titres de l'album
Volume I
1. She Can Be Vandalized
2. Andalusian Zorro Song
3. Holy Days
4. Burn the Flag
5. Lucybel Lee
6. Ballad of a Boy or a Girl
7. And Bleed That River Dry
8. Little Wolf
9. My Body Betrays Me She Said
10. A Man Is a Man
11. Los cuatro generales
12. Love Burns
13. Hunger Burns
14. Spokane
15. The Struggle for Love

Volume II
1. Blood Thicker Than Love
2. Kill Me Hannah (appalachian mix)
3. The Girl That I Marry
4. Heart Hunters
5. In the Echo
6. Luz Blanca (spoons mix)
7. In the Moodswing
8. As You Dig Your Hole
9. Tomorrow Is a Long Time
10. Skin Poetry
11. Dirt (French mix)
12. God Couldn't Fight His Way Out of a Wet Brown Bag
13. Mardi gras
14. Red Legs
15. Big Fat Obstacle
16. Where Do You Want Me to Look?

## Musiciens ayant participé à l'album
- Theo Hakola - chant, guitare
- Pascal Humbert - basse, contrebasse, guitare
- Nicolas Magat / Jean-Yves Tola - batterie
- Lionel Dollet - guitare, claviers
- Bénédicte Villain - violon